# Jala
 Ovo je glavno značenje pojma Jala. Za druga značenja pogledajte Jala (razdvojba).
Jala  je rijeka u Bosni i Hercegovini.
Izvire na području Majevice, na lokalitetu Ravni Liještak, na nadmorskoj visini od oko 700 m. Ukupna dužina toka od izvora do ušća u Spreču iznosi 37 km. Najveće pritoke su Solina i Joševica, te Požarnička rijeka, Grabov i Mramorski potok.
Desne pritoke su: Mramorski potok u dužini od cca 11,4 km (s Dobrnjskim potokom), Duboki potok, Joševica, Lazin potok, Moluška rijeka, potok Tušanj, Hukalo, Grabov potok, Divički potok, rijeka Solina (nastaje od potoka Rijeka s pritokama Abramovičkim, Račetin potokom,
Bakalušom i Kosačkom rijekom). Lijeve pritoke su: Požarnička Jala (s pritokom Kovačicom, Cviljevačkom rijekom i Jasinskim potokom) ukupne dužine cca 11 km, Erski potok, Lugonjića potok, Potok Momanovo, Slavinovićki potok, Omeraševića Potok, Ši potok, Vrapče potok i Mosnički potok.
Zbog ispuštanja otpadnih voda bez prethodnog prečišćavanja Jala je jedna od najzagađenijih bosanskohercegovačkih rijeka.
Zaravan rijeke Jale je aluvijalna. Leži na naslagama kvarcnog pijeska i ugljena.